# 越南共产党派系之争
越南共产党派系之争是越南共产党内部的革新派与保守派之间的对立，根据地域划分，它们也分别叫做“南方派”和“北方派”。前者受赫鲁晓夫主政后的苏联和西方影响较大，因拥有较深的民族主义和民粹主义情节而在越南本土根基较深，在1991年苏联解体后思想更自由化，以前总书记黎笋、越南劳动党南方局（简称“南劳党”）第一书记阮志清大将和前总理阮晋勇为代表，通称“亲苏派”（1963年中苏交恶至1991年苏联解体）或“本土派”和“亲美派”（1991年苏联解体至今），对斯大林时代的苏联和中国持排斥或敌视的态度，通常被正统马克思主义者斥责为修正主义者；后者深受斯大林时代的苏联和中国的影响，偏于保守，以开国领袖胡志明、首任国防部长武元甲大将、前国家副主席黄文欢和前总书记阮富仲及现任总书记苏林为代表，拥有较深的无产阶级国际主义情节，主张与苏联（1963年中苏交恶前）与中国共产党和中华人民共和国保持“国际团结”，通称“老亲苏派”和“亲华派”或“国际派”，被正统马克思主义者称赞为国际主义者，在越南本土根基相对较浅。
很多时候，俗称“四大支柱”的越共中央总书记、国家主席、政府总理和国会主席由来自不同派系的人分别担任。自1986年代表南方派的总书记黎笋逝世后，越南即启动“革新开放”政策实施全面政治经济改革，经多年打压后复出的北方派主张仿效中国特色社会主义道路（以时任总书记阮文灵为代表），而当权的南方派则主张继续以苏联道路为主（以黎笋提拔的官员为代表，如时任外交部长阮基石），学习苏联领导人戈尔巴乔夫提出的“新思维”，政治自由化倾向比较明显。苏东剧变之后，倾向于中国模式的北方派逐步占据领导地位，使越南在经济上逐步开放，同时在政治上收紧。1991年越共八大杜梅任总书记以来，越共权力核心沿革一种格局：总书记基本上由以河内市为中心的北方人（胡志明派/国际派）担任，主管政治思想工作，是相对传统的社会主义派，跟中国较为亲近。政府总理为以原亲苏派为主的南方人（黎笋派/本土派），主管经济工作，是较激进的改革派，在1991年苏联解体后转而倾向于效仿西方，技术官僚居多。
2010年12月初，前越共中央政治局委员、前国会主席阮文安在亲改革派网站“VietnamNet”上发表文章说，“越南太早走上设建设社会主义的道路”、应该将“国名从目前的‘越南社会主义共和国’恢复为‘越南民主共和国’，也就是胡志明主席主政时的国号”，并要求推行一系列改革来纠正“系统性错误”。越共元老杜梅、黎可漂，以及中央政治局委员阮德平联署一封信函，向阮文安公开发表的“修正主义”观点发动猛烈抨击，要求越共十一大会议坚持社会主义路线。
2016年，北方保守派的阮富仲在越共十二大上成功连任总书记，而南方改革派的时任总理阮晋勇出局。越南政治自那以来出现了保守的倾向。
2023年新年之际，阮富仲接受越南通讯社采访时，反驳了有关处理违法干部是“派系之争”的说法。